# Amine Bannour
Amine Bannour (arabe : أمين بنور), né le 21 février 1990 à Mahdia, est un handballeur tunisien jouant au poste d'arrière droit au Dinamo Bucarest.

## Carrière
En 2010, il rejoint les rangs du Club africain.
En 2011, il termine avec la Tunisie à la troisième place du championnat du monde junior. Il prend part aux Jeux olympiques d'été de 2012 où l'équipe nationale atteint les quarts-de-finale.
En janvier 2012, il remporte avec la Tunisie le championnat d'Afrique 2012 et finit meilleur buteur tunisien de la compétition avec 28 buts.
En août, il rejoint les rangs de l'équipe saoudienne du Mudhar Club (en) afin de participer à la coupe du monde des clubs, où il finit meilleur buteur de la compétition avec 42 buts en cinq matchs.
En janvier 2017, il termine troisième meilleur buteur du championnat du monde en France avec 45 buts (53,6 % de réussite).
Alors que son salaire au Club africain n'est plus payé depuis plusieurs mois, il signe pour deux saisons avec Chambéry le 27 mars, où il aura pour mission de pallier les départs de Melvyn Richardson et Marko Panić.
Il est mis à pied par son club le 20 avril 2018, dans l'attente d'un entretien préalable à un éventuel licenciement. Il lui est reproché d'avoir participé à des paris sportifs concernant le handball. Son coéquipier en équipe nationale Aymen Toumi, qui évolue à Montpellier, est lui aussi concerné par cette affaire. Le licenciement pour faute grave de Bannour est prononcé par le club le 7 mai, un an avant la fin de son contrat.

## Palmarès

### Clubs
Compétitions nationales
- Vainqueur du championnat de Tunisie 2015 ( Club africain)
- Vainqueur de la coupe de Tunisie 2011, 2015 et 2016 ( Club africain)
- Vainqueur du championnat de Roumanie 2019, 2021 et 2022 ( Dinamo Bucarest)
- Vainqueur de la coupe de Roumanie 2020, 2021 et 2022 ( Dinamo Bucarest)
- Vainqueur de la Supercoupe de Roumanie 2018, 2019 et 2020 ( Dinamo Bucarest)
- Vainqueur du championnat d'Arabie saoudite : 2012 ( Al-Ahli SC)

Compétitions internationales
- Vainqueur de la Ligue des champions d'Asie 2016 ( Al-Noor)
- Finaliste de la coupe des vainqueurs de coupes du Golfe 2012 ( Al-Ahli SC)
- Vainqueur du championnat arabe des clubs champions 2012 ( Club africain)
- Médaille d'or à la Ligue des champions d'Afrique 2014 ( Club africain)
- Médaille d'or à la Supercoupe d'Afrique 2015 ( Club africain)
- Médaille de bronze à la Ligue des champions d'Afrique 2013 ( Club africain)
- Finaliste de la coupe du monde des clubs 2014 ( Al Sadd)
- 7e place à la coupe du monde des clubs 2012 ( Mudhar Club (en))
- 4e place à la coupe du monde des clubs 2013 ( Étoile sportive du Sahel)
- 7e place à la coupe du monde des clubs 2015 ( Club africain)

Jeux olympiques
- Quart de finaliste aux Jeux olympiques de 2012 ( Royaume-Uni)
- 1er tour aux Jeux olympiques de 2016 ( Brésil)

Championnats du monde
- 11e place au championnat du monde 2013 ( Espagne)
- 15e place au championnat du monde 2015 ( Qatar)
- 19e place au championnat du monde 2017 ( France)

Championnats d'Afrique
- Médaille d'or au championnat d'Afrique 2012 ( Maroc)
- Médaille d'or au championnat d'Afrique 2018 ( Gabon)

Autres
- 4e place au championnat du monde cadet 2009 ( Tunisie)
- Médaillé de bronze au championnat du monde junior 2011 ( Grèce)
- Médaillé de bronze aux Jeux panarabes de 2011 ( Qatar)

### Distinctions personnelles
- Meilleur arrière droit du championnat d'Afrique 2012[7]
- Meilleur buteur de la coupe du monde des clubs 2012[2]
- Meilleur joueur du championnat de Roumanie : 2019[8]
- Meilleur arrière droit du championnat de Roumanie : 2019